# ことの次第
『ことの次第』（ことのしだい/ Der Stand der Dinge / The State of Things）は、1982年の西ドイツ・ポルトガル・アメリカ合衆国のドラマ映画。監督はヴィム・ヴェンダース、出演はパトリック・ボーショーとサミュエル・フラーなど。1982年の映画『ハメット』の制作に取り組んでいたヴェンダース監督が、幾多の困難に直面して撮影が暗礁に乗り上げている間に、その苦い体験をもとに撮った、映画作りを題材にしたメタ映画である。
1982年の第39回ヴェネツィア国際映画祭金獅子賞受賞作品。

## ストーリー
ポルトガルの海岸に建つホテルに、アメリカ人とヨーロッパ人の混合映画の撮影チームの一行が宿泊していた。
しかし、2週間後には資金が足りなくなったうえ、プロデューサーのゴードンが音信不通になってしまう。事態をどうにかしようと、監督はアメリカに向かう。

## キャスト
- フリッツ：パトリック・ボーショー
- アンナ：イザベル・ヴェンガルテン
- ジョー：サミュエル・フラー
- ゴードン：アレン・ガーフィールド
- 弁護士：ロジャー・コーマン